# Cable Liner
Cable Liner — серія піплмуверів, розроблених компанією Doppelmayr/Garaventa Group для використання в аеропортах, у міських центрах, сполученнях міжмодального пасажирського транспорту, перехоплювальних автостоянках, кампусах, курортах і парках розваг.
AirRail Link замінив маглев в аеропорту Бірмінгема, яка на той час була єдиною у світі комерційною системою, що використовувала маглев. 

## Особливості системи

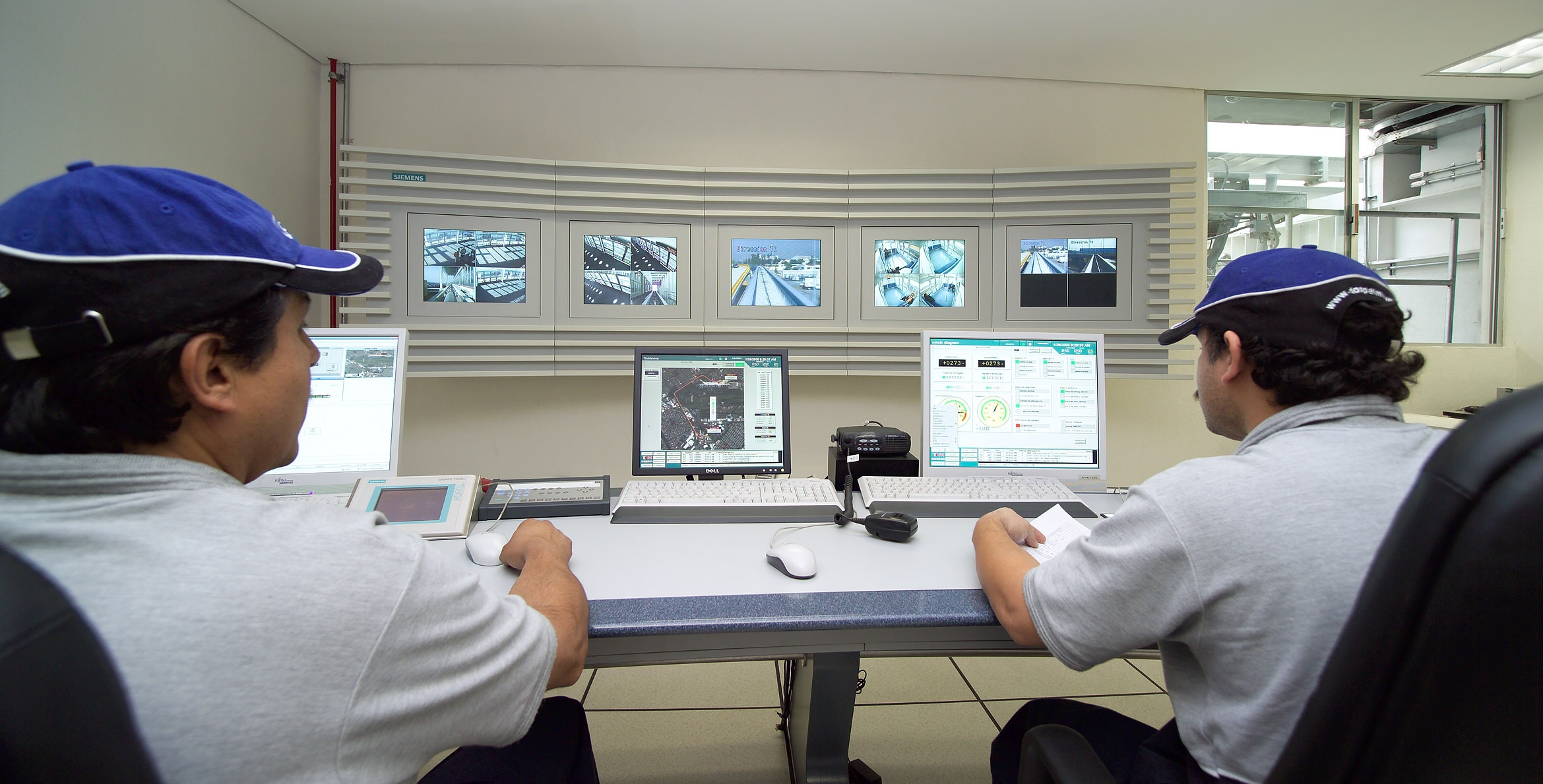
Диспетчерська

Піплмувери засновані на технології тросового руху. 
Виробник стверджує, що можливі відстані до 4 км і максимальний пасажиропотік до 7000 pphpd (осіб на годину в одному напрямку).
У тросовому піплмувері центральна станція живить систему, і тому поїзд не має бортових приводних двигунів, коробок передач або гальм. Фіксована рукоятка з’єднує потяг із кабелем.
 
Трос приводить в рух, прискорює та гальмує поїзд.

Контроль за роботою системи здійснюється з центральної диспетчерської; на борту немає водіїв, кондукторів чи операторів.

Система евакуації заснована на незалежному стаціонарному дизельному аварійному приводі, який міг би витягнути поїзд, що застряг, назад на станцію, усуваючи потребу в аварійному проході. 
Подібні поїзди також можна використовувати для різних цілей, наприклад для переміщення трейлерів і барж-навантажувачів.

## Напрямна
Піплумувер використовує сталеву самонесучу напрямну. 
Це легкі сталеві напрямні, використання яких стало можливим завдяки використанню легших поїздів. 
Колія складається з двотаврової балки, яка утворює бігову та напрямну поверхню.

Верхня будова напрямних є сталевою каркасною конструкцією. 
Колія не вимагає підігріву в суворих зимових умовах.

Сталеві перехідники між напрямною сталевої ферми та бетонними колонами дозволяють регулювати висоту, щоб компенсувати осідання землі.

Оскільки верхня конструкція напрямних є сталевою каркасною конструкцією і не має міцної основи колії, на станціях системи використовуються платформні двері.

Ескіз ходових частин поїздів

## Транспортні засоби
Потяги курсують у двох напрямках. 

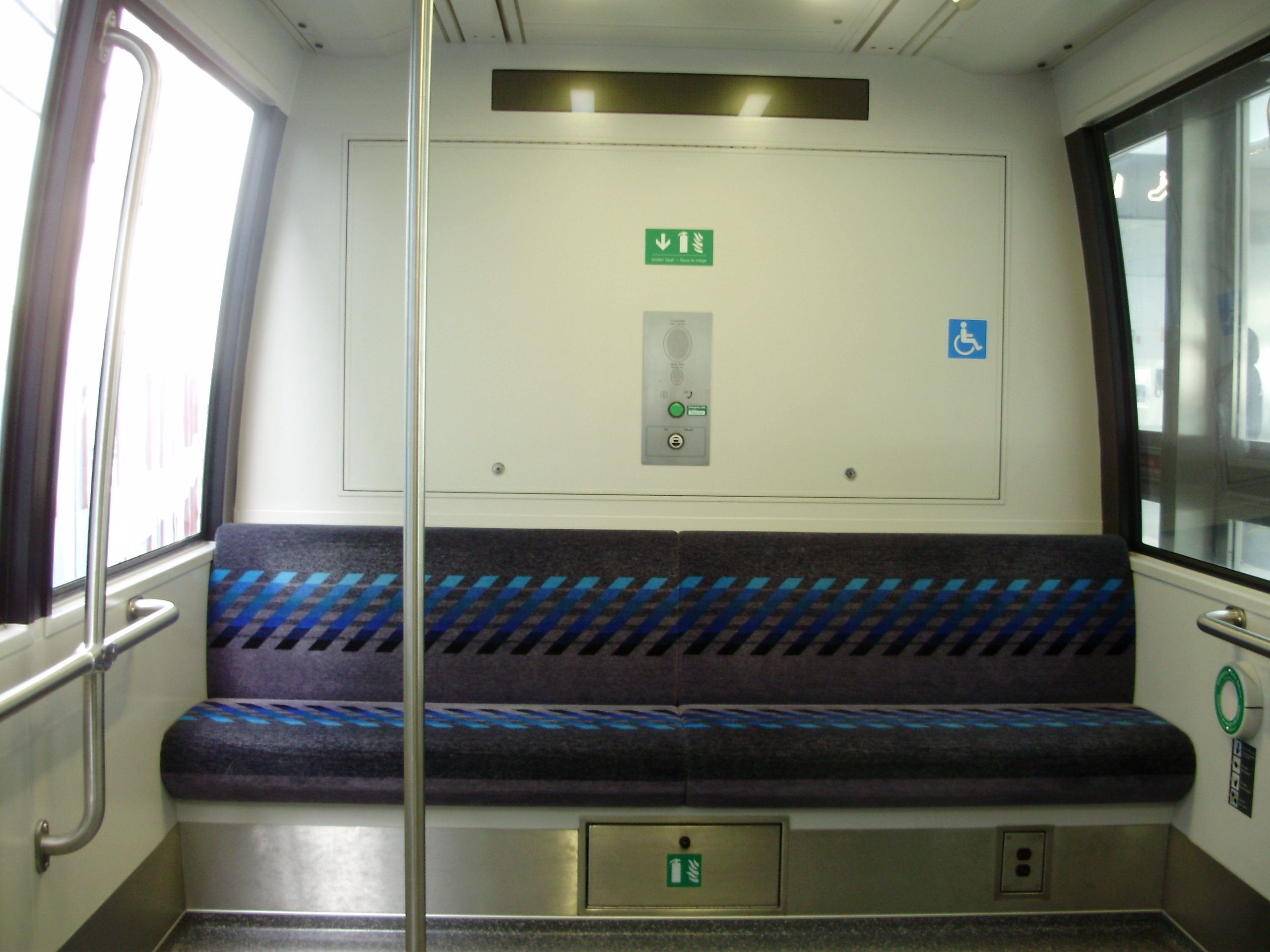
Інтер’єр одного з транспортних засобів Toronto Terminal Link

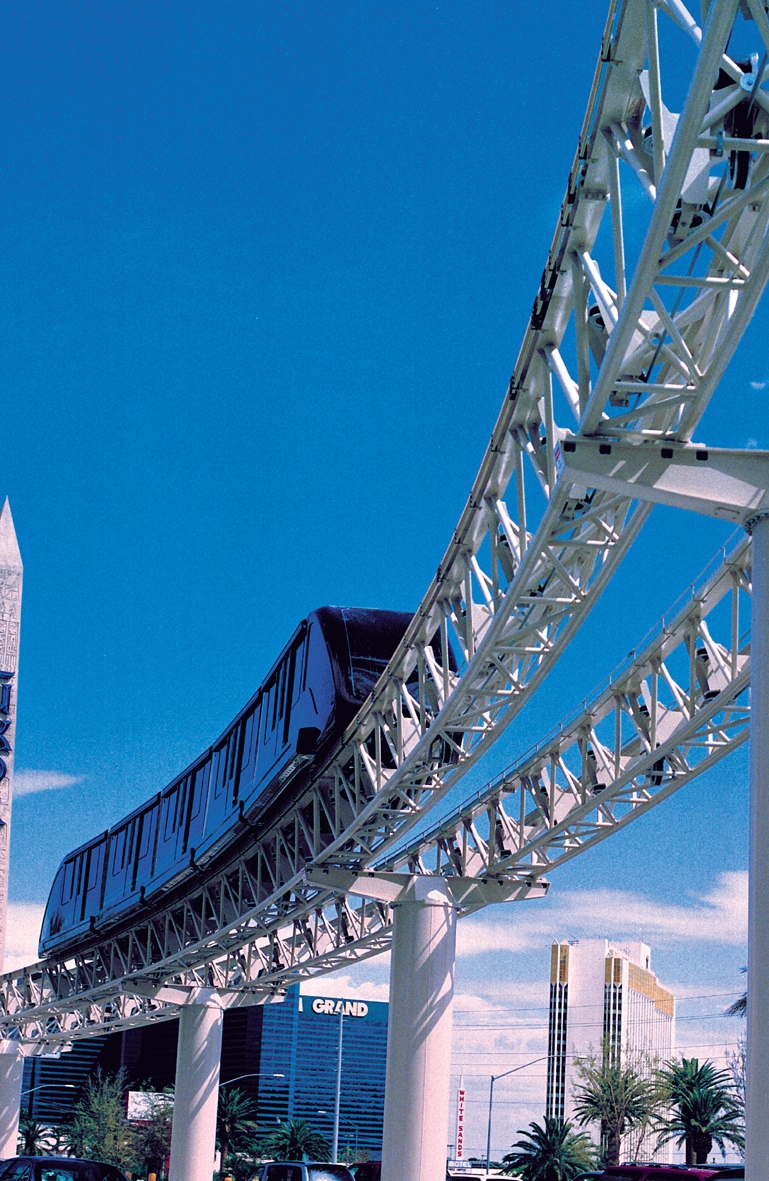
Нижня сторона напрямної кабельної лінії

Вагон є самонесучою полегшеною конструкцією з пресованим алюмінієвим коробчатим профілем. 
Інтегральна монококова конструкція кріпиться болтами та заклепками, а з’єднання – алюмінієві литі. 
Алюмінієві секції виготовлені з високоякісного, стійкого до корозії сплаву.

Опори ходової частини інтегровані в кузов вагона і мають форму сталевих трубчастих рам із герметичними порожнинами. 
Конструкція без кручення. 
Салон вагона переважно алюмінієвий, без виділення тепла.

Транспортні засоби зазвичай виготовляються швейцарським виробником салонів CWA Constructions, який також є дочірньою компанією Doppelmayr Garaventa Group; або австрійський виробник кабін, Carvatech.

## Конфігурації
Використовуються три основні конфігурації системи.

### Шаттл
Система «Single Shuttle» є найпростішою конфігурацією, коли один поїзд рухається в обох напрямках на одній напрямній колії.

Конфігурація «Double Shuttle» складається з двох незалежних систем шатлів, що працюють поруч на подвійній напрямній, кожна з яких має власний тяговий трос і механізм приводу. 
Якщо одна система шаттлу виходить з ладу або закривається на технічне обслуговування, інша система може продовжувати працювати.

Ця конфігурація розроблена для системи довжиною до 3 км і може мати кілька проміжних станцій.

Інтервал та пасажиромісткість обох систем шаттлів значною мірою залежить від довжини системи та кількості проміжних станцій. Пасажиромісткість також залежить від місткості поїзда.

### Роз'їзд
У цій системі на кожну кінцеву станцію входить лише одна напрямна, але пересувні стрілочні переводи направляють поїзди на подвійні колії між станціями, щоб вони могли пропускати одна одну на шляху 
. 
Роз'їзд має бути розташований приблизно посередині двох кінцевих кінцевих станцій і може бути частиною проміжної станції. 
Ця конфігурація порівнянна з системою «Double Shuttle» з точки зору пропускної здатності та інтервалу. 
Або кожен потяг має свій власний тяговий трос, або обидва потяги прикріплені до одного тягового канату залежно від вимог застосування (конфігурація станції, довжина системи тощо).

### Багатьох петель
Ця система створює кільцевий потік поїздів, де більше ніж один поїзд рухається в одному напрямку. 
Принцип цієї системи заснований на декількох канатних петлях, які прилягають і перекривають одна одну на станціях. 
Кожна петля тягового канату оснащена власним механізмом приводу та повернення.

На кожній станції кожен транспортний засіб поїзда має бути від’єднаний від поточного тягового каната до наступного тягового канату, щоб продовжити круговий і синхронізований рух поїзда. 
Зміна петлі тягового канату може відбуватися лише тоді, коли всі поїзди розташовані в стандартному положенні зупинки на станціях і стоять, і здійснюватиметься під час посадки/висадки пасажирів.

Перемикачі, встановлені на кінцевих станціях, направлятимуть поїзд з однієї смуги двосмугової колії на односмугову колію на кінцевих станціях. 
Під час зупинки на станції стрілочний переводник буде змінено таким чином, щоб поїзд міг залишити станцію іншою смугою двосмугової колії. Для функціональності концепції багатьох петель прольоти станцій мають бути приблизно на однаковій відстані одна від одної.

## Мережі
- Mandalay Bay Tram[en], Лас-Вегас
- Aria Express[en], Лас-Вегас
- Terminal Link[en], Торонто-Пірсон
- AirRail Link, аеропорт Бірмінгем
- Aerotrén[en], аеропорт Мехіко
- Піплмувер, Венеція
- Cabletren Bolivariano[en], Каракас
- Oakland Airport Connector[en], сполучає BART з аеропортом Окленд
- Автоматизована система пасажирських перевезень, Москва-Шереметьєво[11]
- Шаттл аеропорту Хамад, Доха
- Luton DART, Лондон-Лутон [12] [13]